# Aïn Zana (réserve naturelle)
Aïn Zana (arabe : عين الزانة) est un site naturel situé dans le gouvernorat de Jendouba, au nord-oust de la Tunisie, et couvrant une superficie de 47 hectares. Il est classé comme une réserve naturelle en 1993.